# سیویلیکا
سیویلیکا یا مرجع دانش، یک پایگاه اینترنتی (وب سایت) خصوصی است که به نمایه‌سازی و نشر مجموعه مقالات همایش و کنفرانس‌های داخل کشور ایران می‌پردازد. این پایگاه توسط تعدادی از دانشگاه‌ها و کنگره‌های ایران به عنوان مرجع پایگاه تخصصی معرفی می‌شود.

## معرفی سیویلیکا
سیویلیکا، در سال ۱۳۸۴ آغاز به فعالیت نموده و در حال حاضر، مقالات کلیهٔ رشته‌های علمی در چهار طبقه‌بندی اصلی «علوم فیزیکی و مهندسی»، «علوم زیستی» و «علوم اجتماعی» و «علوم سلامت» را ارائه می‌نماید.
پایگاه سیویلیکا عضو کنسرسیوم محتوای ملی است و در این کنسرسیوم ملی، تنها تأمین‌کننده داده‌های کنفرانس‌ها و همایش‌های تخصصی کشور ایران است.
از جمله هدف‌های سیویلیکا، جلوگیری از پراکنده شدن نتایج پژوهش‌ها و مطالعه‌های پژوهشگران و دانشمندان ایرانی ذکر شده است. به علاوه، گرد هم آوردن کلیهٔ کارهای قبلی در یک مجموعه و دسترسی آسان به آن‌ها، از انجام دوباره‌کاری در انجام پژوهش‌ها جلوگیری خواهد کرد.
افزایش امکانات مرتبط با نحوه سرویس‌دهی در سیویلیکا، و آشناسازی کامل همه پژوهشگران و به‌ویژه افراد مبتدی با این سامانه‌ها با برگزاری دوره‌های آشنایی‌بخشی، از جمله پیشنهادهای عنوان شده برای بهبود سیویلیکا بوده‌اند.

## نحوهٔ دسترسی و استفاده از منابع
در حال حاضر اکثر مراکز علمی و دانشگاهی ایران، با ایجاد دسترسی به منابع سیویلیکا، امکان استفاده از مقالات کنفرانس‌های کشور را برای پژوهشگران و دانشجویان خود فراهم آورده‌اند که شامل بیش از ۱۲۰ مرکز دانشگاهی و علمی ایران می‌شود.
امکان دسترسی به بخش جستجو، و مشاهدهٔ چکیده و اطلاعات مقالات به صورت رایگان فراهم است و دسترسی به اصل مقالات نیازمند دریافت اشتراک است. پژوهشگران مراکز عضو، به صورت IP و خودکار، امکان دریافت اصل مقالات را دارند و سایر پژوهشگران به صورت خرید عضویت یا خرید تک مقاله، می‌توانند اصل مقاله مورد نیاز خود را دریافت نمایند.
عموم کتابخانه‌های الکترونیک در ایران نیز به پایگاه سیویلیکا دسترسی دارند و پژوهشگران و دانشجویان از آن استفاده می‌کنند.

## محتوای سیویلیکا
قدیمی‌ترین مقالهٔ موجود در این پایگاه مربوط به سال ۱۳۶۵ است و مقالات کنفرانس‌های جدید به فاصلهٔ اندکی در این مجموعه نمایه و به‌صورت عمومی منتشر می‌شوند. در بخش اطلاعات کتاب‌شناختی مقالات، اطلاعات نحوهٔ استناد به مقاله نیز ارائه می‌شود. سیویلیکا به نمایه‌سازی و انتشار مقالاتی می‌پردازد که تأییدیهٔ داوران کنفرانس را داشته باشند و به عنوان پذیرفته‌شده در همایش از سوی دبیرخانهٔ کنفرانس جهت نمایه‌سازی ارسال شوند.

## تاریخچهٔ سیویلیکا
عملیات اجرایی و راه‌اندازی سایت سیویلیکا، به عنوان اولین زیر مجموعه سایت‌های تأمین‌کنندهٔ مدارک و اطلاعات علمی، از اوایل تابستان ۱۳۸۴ آغاز گردید و از شهریورماه همان سال به صورت آزمایشی و برای رفع معایب و تکمیل اطلاعات، به صورت محدود راه‌اندازی شد. از ۱۶ مهرماه ۱۳۸۴، این سایت فعالیت خود را به صورت رسمی فقط در حوزه مهندسی عمران آغاز نمود؛ که در لحظه راه‌اندازی حدود ۳۰۰۰ مقاله در بانک مقالات تخصصی آن موجود بود.
سیویلیکا از مهرماه ۱۳۸۶ با تغییرات عمده‌ای که در بخش ساختاری و نرم‌افزاری سایت ایجاد گردید، به صورت بانک تخصصی مقالات در حوزه‌های اصلی علوم دور جدید فعالیت خود را آغاز نمود. در مهرماه ۱۳۸۷ همزمان با آغاز چهارمین سال فعالیت این سایت، طراحی ظاهری این سایت بر اساس آخرین تکنولوژی‌ها و معیارهای روز تغییر یافت.
در مهرماه سال ۱۳۸۸ همزمان با آغاز پنجمین سال فعالیت، زیر مجموعه بانک مقالات کنفرانسهای خارجی راه‌اندازی شد. در سال ۱۳۸۹، با افزوده شدن زیر مجموعه ارائه کتابهای الکترونیکی، فعالیت این مجموعه وارد مرحله تازه‌ای گردید.
واژه CIVIL از ریشه لاتین civilis است که به «سکونت در شهرهای متمدن» در مقابل «زندگی روستایی» اشاره دارد. واژهٔ CIVILIZATION به معنای تمدن نیز از همین ریشه مشتق می‌شود. نام CIVILICA با الهام از کلمهٔ بریتانیکا، بزرگ‌ترین دائرةالمعارف جهان، انتخاب شده است.

## بخش علم سنجی و رتبه‌بندی دانشگاه‌های ایران
از دی ماه ۱۳۹۴ بخش علم سنجی و رتبه‌بندی مراکز دانشگاهی و پژوهشی کشور بر اساس آمار تولید مقالات، در پایگاه سیویلیکا رونمایی گردید. در این بخش بیش از ۴۳۰مرکز علمی ایران بر مبنای تعداد مقالات نمایه شده آنها در سیویلیکا رتبه‌بندی شده‌اند و این رتبه‌بندی در تقسیم‌بندی دانشگاه‌های دولتی، آزاد و پژوهشگاه‌ها قابل مشاهده و بررسی است. رتبه‌بندی دانشگاه‌های ایران